# 关姓
关姓是漢姓之一，在《百家姓》中排第394位。

## 起源
来源一
《左传》：“昔有 叔安有裔子，曰董父，实好龙，以服事帝舜，舜赐之姓曰董氏，曰豢龙。”
颛顼德后裔董父为帝舜养龙，被封为豢龙氏。上古豢、关二字同音通用，所以后来又写作关龙氏。
关氏系出夏末贤臣关龙逢，长久以来已经被公认不移。然而过去的姓氏学者中，也有人认为关氏的始祖应该是“豢龙氏”而不是关龙逢；这种情形真可说是一字之异，相差千里。因为，所谓“豢龙氏”应该是距今4200多年前的古人，如果关氏真的是豢龙氏的后裔，则关氏的历史是非常之悠久。
来源二
《姓源》：“夏臣关龙逢之后，望出陇西，东海。”
- 典故一：夏帝桀暴虐荒淫，“作酒池槽丘，为长夜饮”,不理政事。一贤臣关龙逢常引黄图以谏、劝夏桀莫违天道，且立而不去，夏桀不听其金玉良言，且把黄图焚毁，将关龙逢囚而杀之。

- 典故二：上古夏朝时，有处地名叫“关”。夏朝廷将一位叫龙逢的人封于关地，于是他就被称为关龙逢。关龙逢是位忠臣，他劝夏桀莫违天道，被夏桀杀了。关龙逢的后代就以祖上的封地为姓，世代姓关。

夏桀的囚杀关龙逢，根据史载，是发生于公元前1767年的事。换言之，关氏家族不但是源自这样一位千古完美的人物，而且据有长达3740多年的悠久源流。
夏朝的版图，包括黄河、长江两流域及现在的辽宁省之地，国都设于安邑，亦即现在的山西省夏县北方。据说，关氏的始祖关龙逢，便是当时的安邑人。
到了秦、汉天下一统之后，这个古老而光辉的家族，一方面在山西的老家继续繁荣滋长，像汉末三国时期大名鼎鼎的关羽，便是当时的山西解县人；另一方面，他们又在甘肃一带开创了一个新天地。
来源三
以官名为姓。
- 典故一：春秋时期，周大夫尹喜在函谷关任关令。相传老子西游出关时，为尹喜写下《道德经》五千言，尹喜将此书传播于世以后，也追随老子成仙了。尹喜的后人以他的官名为姓，也称关氏。

- 典故二：据说古代守关的“关尹”之中，也曾有人“以官为氏”而姓了关。譬如，《风俗通》一书就记载说“关令尹喜之后。”所谓关尹，亦称关令，依照《国语》的记载，是先秦时期一种“敌国宾至，关尹以告”的官职。

 （页面存档备份，存于） （页面存档备份，存于） （页面存档备份，存于）
来源四
南方的各原住民族隨南遷中原人而改姓。
来源五
满族关姓，“八大姓”之一。多为满洲巨族瓜尔佳氏（穆麟德轉寫：Gūwalgiya，又讹称为关佳氏）改来，可溯源至金朝夹谷氏。该姓人口主要分隶满洲八旗，在清代曾有“关满朝”一说，可见当时满族关姓之显赫。

## 迁徙分布
河北邢台南宫、美国、澳大利亚、日本（由日本皇室賜姓，與中國姓氏沒有關係）、广东省开平市（大多聚集在开平市赤坎镇，金鸡镇）、东北三省...

## 郡望堂号

### 堂号

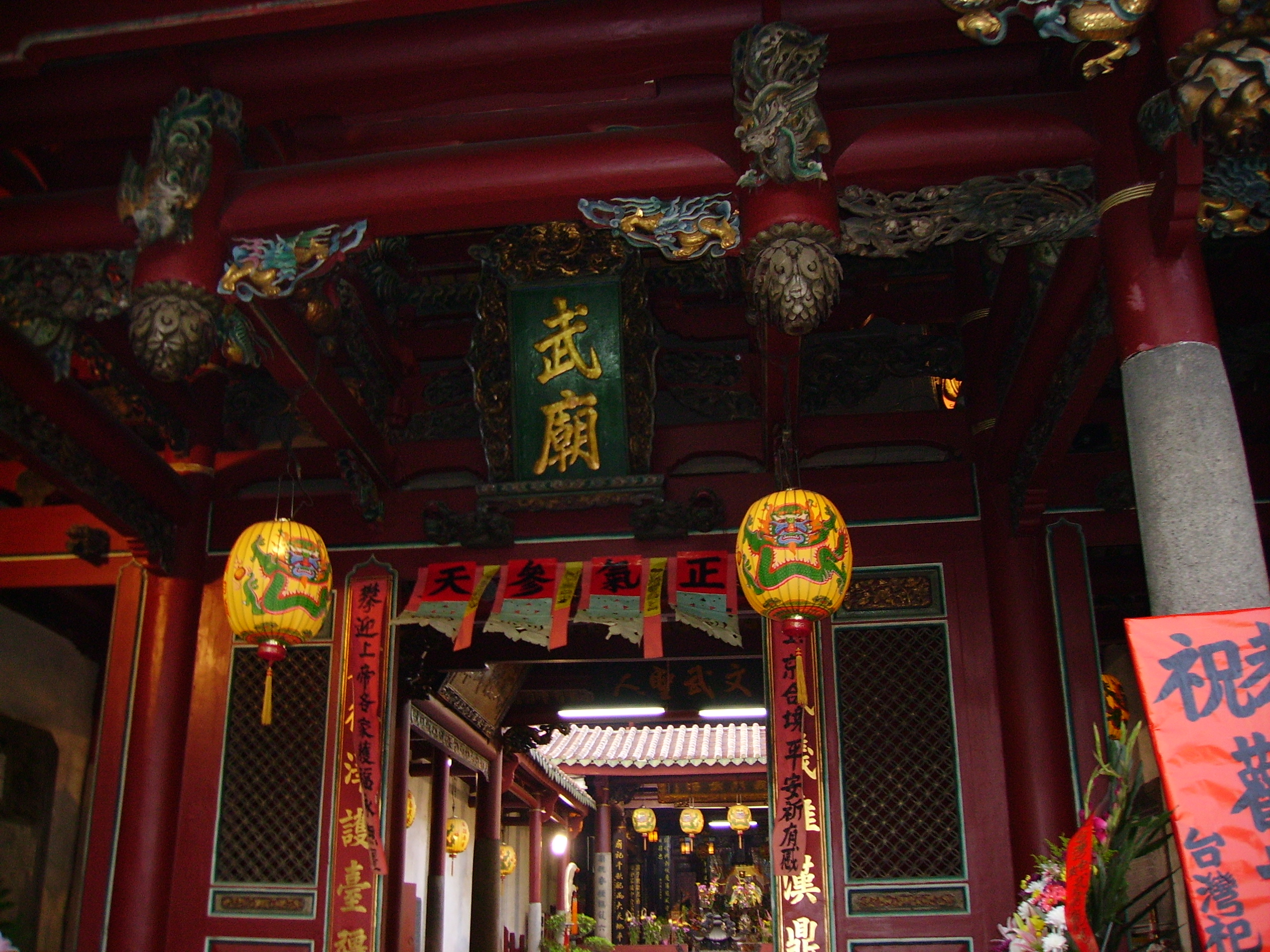
武廟

“忠义堂”：宋朝时候，丰有俊先后为扬州府和镇江两处侯。督荆州，为前将军。东吴孙权偷袭荆州，关羽腹背受敌，壮烈殉汉。谥壮缪，封武安王，明朝时又追封为“协天护国忠义大帝”。所以关氏又称“忠义堂”。民国3年，明令与岳飞合祀武庙，關公尊称“武圣”，但岳飞不是（孔丘是文圣）。

### 郡望
陇西：战国时秦昭襄王二十七年（公元前280年）置郡。相当于今甘肃省东乡、临洮一带。
东海：有二处。汉代东海郡在今山东省郯城一带。东魏及隋唐时代的东海郡，相当于今江苏省东海县以东、淮水以北地区。

## 延伸阅读
[在维基数据编辑]
 《百家姓》
 《欽定古今圖書集成·明倫彙編·氏族典·關姓部》，出自陈梦雷《古今圖書集成》